# Port piratów
Port piratów – album zespołu Czerwone Gitary wydany w 1976 rokunakładem Muzy.

## Lista utworów

### Strona 1
| 1. | "Port piratów" (S.Krajewski, A.Osiecka)                              | 2:54  |
|    |                                                                      |       |
| 2. | "Jej uśmiech" (S.Krajewski, K.Dzikowski)                             | 3:26  |
|    |                                                                      |       |
| 3. | "Sam niosę świat" (S.Krajewski, J.Kondratowicz)                      | 3:03  |
|    |                                                                      |       |
| 4. | "Staromodne samochody" (S.Krajewski, A.Osiecka)                      | 2:30  |
|    |                                                                      |       |
| 5. | "Próbuj sam przez trudne lata przejść" (S.Krajewski, J.Kondratowicz) | 3:29  |
|    |                                                                      |       |
| 6. | "Niebo z moich stron" (S.Krajewski, K.Dzikowski)                     | 2:25  |
|    |                                                                      |       |
|    |                                                                      | 17:47 |
|    |                                                                      |       |

### Strona 2
| 1. | "Trzecia miłość - żagle" (S.Krajewski, K.Dzikowski)  | 3:02  |
|    |                                                      |       |
| 2. | "Z marzeń powstał świat" (S.Krajewski, J.Kleyny)     | 3:22  |
|    |                                                      |       |
| 3. | "Na dach świata" (S.Krajewski, A.Osiecka)            | 4:29  |
|    |                                                      |       |
| 4. | "Kochałem panią" (S.Krajewski, A.S.Puszkin)          | 3:57  |
|    |                                                      |       |
| 5. | "Dobra pogoda na szczęście" (S.Krajewski, A.Osiecka) | 3:50  |
|    |                                                      |       |
|    |                                                      | 18:40 |
|    |                                                      |       |

## Twórcy
- Seweryn Krajewski - wokal, gitara, instrumenty klawiszowe
- Bernard Dornowski - wokal, gitara
- Jerzy Skrzypczyk - wokal, perkusja
- Ryszard Kaczmarek - kontrabas

Muzycy towarzyszący:
- Alibabki - wokal
- Jerzy Bartz - perkusja

### Personel
- Jacek Złotkowski - reżyser nagrania
- Michał Gola - operator dźwięku
- Stanisław Żakowski - projekt graficzny